# NGC 5618
NGC 5618 је спирална галаксија у сазвежђу Девица која се налази на NGC листи објеката дубоког неба.
Деклинација објекта је - 2° 15' 46" а ректасцензија 14h 27m 11,8s. Привидна величина (магнитуда) објекта NGC 5618 износи 13,5 а фотографска магнитуда 14,2. NGC 5618 је још познат и под ознакама UGC 9250, MCG 0-37-5, CGCG 19-26, PGC 51603.